# Jan Lijding
Johannes Petrus (Jan) Lijding (Den Helder, 4 september 1914 - Neuengamme, 5 januari 1945) Nederlands verzetsstrijder tijdens de Tweede Wereldoorlog.

## Biografie
Lijding was werkzaam als onderwijzer in Slagharen en later als verzekeringsagent te Zwolle. Tijdens de Tweede Wereldoorlog was hij actief in de verzetsgroep “Je Maintiendrai”, die een gelijknamige illegale krant uitbracht. Voor zijn werkzaamheden in het verzet werd hij in 1943 naar het concentratiekamp Neuengamme in Hamburg gezonden. De meerderheid van de gevangenen in dit kamp waren leden van het verzet.
Naarmate de oorlogssituatie benauwder werd voor het naziregime, werd de situatie in het kamp voor de gevangenen slechter. Er was vrijwel geen eten en drinken en de terreur van de kampbewakers nam grote vormen aan. Lijding was een van de velen die uiteindelijk bezweek aan de ontberingen.
Jan Lijding is gecremeerd in het crematorium van het concentratiekamp. Zijn gegevens staan geregistreerd in gedenkboek nummer 34 van het Slachtofferregister van de stichting Oorlogsgraven.

### Gezin
Lijding was getrouwd met Agnes Elisabeth Geerdes met wie hij tussen 1940 en 1943 twee zoons en twee dochters kreeg.

## Nagedachtenis
- Postuum ontving Lijding het Verzetsherdenkingskruis, dat zijn vrouw in ontvangst nam.
- In Zwolle is een scoutinggroep vernoemd naar Lijding.